# لدتسه (ناحیه ملادا بولسلاف)
لدتسه (به چکی: Ledce) یک منطقهٔ مسکونی در جمهوری چک است که در ناحیه ملادا بولسلاو واقع شده‌است.